# Sasha Yengoyan
Sasha Yengoyan (Gjoemri, 3 maart, 1985) is een Armeens-Belgisch professioneel bokser in de gewichtsklasse light middleweight.

## Levensloop
Yengoyan groeide op in het stad Gjoemri in Armenië. Hij is de oudste van drie kinderen. Alle kinderen uit het gezin zijn actief in het boksen. Yengoyan zette zijn eerste stappen in de ring op de leeftijd van 12 jaar. Vier jaar later hing hij de bokshandschoenen aan de haak om te gaan studeren. Na zijn studie verhuisde hij naar Spanje. Hij werkte bij een renovatiebedrijf en werkte regelmatig als portier en parkeerwachter. Ook begon hij opnieuw te boksen. Hij startte als neoprofessioneel (amateur), trainde slechts sporadisch en was tevens een roker. In Spanje leerde hij Eddy Huughe kennen, een bokspromotor die al enkele jaren actief was in de bokswereld in Spanje. Huughe beloofde Yengoyan een professionele bokscarrière als hij meer zou trainen en zou stoppen met roken. Omdat Yengoyan als snel bekendstond als een harde puncher met een palmares vol knockouts werd het moeilijk om nog waardige tegenstanders te vinden. Daarom moest Yengoyan het in de beginperiode van zijn carrière opnemen tegen Spaanse zigeuners die eveneens gemeden werden als tegenstander binnen het boksmilieu. 
Ondanks de vele overwinningen in het amateurboksen bleef Yengoyan onzeker over een carrière als professioneel bokser. Om die angst te overwinnen regelde zijn promotor een kamp met een bokser uit het professionele circuit. Initieel was Yengoyan hier niet van op de hoogte. Het was pas na zijn overwinning dat Yengoyan te weten kwam dat hij voor het eerst een professioneel bokser had verslagen. Yengoyans eerste echte profkamp was in 2008 in de Spaanse stad Altea tegen de Rus Denys Zhivilo met een technisch knockout. Sinds 2008 woont hij in België. In 2009 vocht Yengoyan zijn derde professionele kamp en tevens eerste kamp op Belgische bodem tegen Bjorn Fiaert. Deze kamp staat nog steeds in Yengoyans geheugen gebrand als zijn moeilijkste kamp. Huughe als manager en Claude Vanden Heede als promotor zorgden voor een sponsorcontract met een aannemer uit Nazareth, nabij Gent. In een leegstaande ruimte in dit bedrijf heeft Yengoyan zijn eigen trainingsruimte.
In 2011 behaalde hij de titel van Benelux welterweight kampioen en in 2012 behaalde hij de titel van Benelux light middleweight title. Op 3 oktober 2014 won Yengoyan de WBF light middleweight titel van de toenmalig regerend kampioen Anderson Clayton Dos Santos. Yengoyan verloor zijn WBF wereldtitel in Maribor (Slovenië) in april 2015 tegen Sloveens monument Dejan Zavec. Dit met punten na een zware kamp over 12 ronden. Sinds dit verlies won Sasha 7 kampen op rij. In 2016 werd hem een arbeidskaart geweigerd, waardoor hij noodgedwongen zijn carrière onhold moest zetten.